# 1986-os bajnokcsapatok Európa-kupája-döntő
Az 1986-os bajnokcsapatok Európa-kupája-döntőben, a BEK 31. döntőjében a román Steaua București, és a spanyol Barcelona mérkőzött Sevillában. A mérkőzésen sem a rendes játékidőben, sem a hosszabbításban nem esett gól, végül tizenegyesekkel nyert a Steaua Bucureşti. Ez volt az első alkalom, amikor román csapat nyerte a BEK-et.
A román csapat részt vehetett az 1986-os UEFA-szuperkupa döntőjében.

## A mérkőzés
| 1986. május 7. |

| Steaua București              | 0–0 (h. u.) | Barcelona                            |
| ----------------------------- | ----------- | ------------------------------------ |
|                               |             |                                      |
| Büntetőpárbaj                 |             |                                      |
| Majearu Bölöni Lăcătuş Balint | 2–0         | Alexanko Pedraza Pichi Alonso Marcos |

| Estadio Ramón Sánchez Pizjuán, Sevilla Nézőszám: 70 000 Játékvezető: Michel Vautrot (francia) |

| Steaua Bucureşti | Barcelona |

| STEAUA BUCUREŞTI: |    |                    |           |      |
|                   |    |                    |           |      |
| GK                | 1  | Helmut Duckadam    |           |      |
| DF                | 5  | Ștefan Iovan       |           |      |
| DF                | 4  | Miodrag Belodedici | Sárga lap |      |
| DF                | 2  | Adrian Bumbescu    |           |      |
| DF                | 3  | Ilie Bărbulescu    | Sárga lap |      |
| MF                | 11 | Gavril Balint      |           |      |
| MF                | 6  | Lucian Bălan       |           | 75'  |
| MF                | 7  | Bölöni László      | Sárga lap |      |
| MF                | 8  | Mihail Majearu     |           |      |
| FW                | 10 | Marius Lăcătuş     | Sárga lap |      |
| FW                | 9  | Victor Pițurcă     |           | 107' |
| Cserék:           |    |                    |           |      |
| MF                | 14 | Anghel Iordănescu  |           | 75'  |
| FW                | 15 | Marin Radu         |           | 107' |
| Vezetőedző:       |    |                    |           |      |
| Jenei Imre        |    |                    |           |      |

| BARCELONA:     |    |                     |           |      |
|                |    |                     |           |      |
| GK             | 1  | Urruti              |           |      |
| DF             | 2  | Gerardo             |           |      |
| DF             | 3  | Migueli             |           |      |
| DF             | 6  | José Ramón Alexanko |           |      |
| DF             | 4  | Julio Alberto       | Sárga lap |      |
| MF             | 5  | Víctor Muñoz        |           |      |
| MF             | 9  | Ángel Pedraza       |           |      |
| MF             | 8  | Bernd Schuster      |           | 85'  |
| FW             | 7  | Francisco Carrasco  |           |      |
| FW             | 10 | Steve Archibald     |           | 106' |
| FW             | 11 | Marcos Alonso       | Sárga lap |      |
| Cserék:        |    |                     |           |      |
| MF             | 15 | Josep Moratalla     |           | 85'  |
| FW             | 17 | Pichi Alonso        |           | 106' |
| Vezetőedző:    |    |                     |           |      |
| Terry Venables |    |                     |           |      |

| Az 1985–86-os bajnokcsapatok Európa-kupájának győztese |
| Steaua București 1. cím                                |
| ← 1984–85 Juventus                                     |
| FC Porto 1986–87 →                                     |